# Ponta André
A Ponta André é uma formação geológica costeira de São Tomé e Príncipe, localizado na ilha de São Tomé, a Este da província de Caué. Este acidente geológico localiza-se próximo à Ponta dos Morcegos. 